# Nierembergia pinifolia
Nierembergia pinifolia ist eine Pflanzenart aus der Gattung der Weißbecher (Nierembergia) in der Familie der Nachtschattengewächse (Solanaceae).

## Beschreibung
Nierembergie pinifolia ist eine aufrecht wachsende Pflanze, die bis zu 30 cm hoch wird. An der Basis ist sie verzweigt und verholzt dort auch. Weiter oben verzweigen die Triebe nur wenig. An den Spitzen der Triebe stehen wenige Blüten. Die Laubblätter stehen aufrecht, an die Stängel angedrückt, sie sind schmal und sehr spitz. Sie werden 15 bis 22 mm lang und 1 bis 2 mm breit. Die Stängel, Blätter und der Kelch sind drüsig behaart.
Die Blüten stehen an 0 bis 1 mm langen Blütenstielen. Der Kelch ist 12 bis 13 mm lang und mit etwa 2,5 mm langen Kelchzipfeln besetzt. Die Krone besitzt einen etwa 15 mm durchmessenden Kronsaum und eine 10 mm lange Kronröhre. Die Staubblätter sind mehr oder weniger gleich lang, zwei besitzen jedoch etwas größere Staubbeutel. Die Pollenkörner werden als Tetraden abgegeben. Der Griffel ist gerade, die Narbe ist seitlich vergrößert.

## Vorkommen
Die Art ist im Süden Brasiliens verbreitet, in Argentinien kommt sie nur in Misiones vor.

## Systematik und botanische Geschichte
Die Art wurde 1846 von John Miers erstbeschrieben.